# 시바 요시무네
시바 요시무네(斯波義統)는 센고쿠 시대의 슈고 다이묘이다. 시바 씨(무위가) 제14대 당주. 아버지는 오와리국의 슈고 시바 요시타쓰이며, 어머니는 이에노뇨보이다. 동생은 요시카게, 무네마사 등이 있으며 아들은 요시카네, 모리 히데요리, 쓰가와 요시후유 등이 있다.

## 생애

### 아버지의 몰락
에이쇼 10년(1513년) 오와리의 슈고 시바 요시타쓰의 적남으로 태어났다. 당시 시바 씨는 스루가의 슈고 이마가와 우지치카의 공격을 받고 도토미국을 빼앗기는 등 열세에 몰려 있었다. 아버지인 시바 요시타쓰는 도토미 탈환에 의욕을 보여 계속 도토미에 출병을 반복하였다. 이러한 출병을 시바씨의 중신인 오다씨가 거세게 반대하여 마침내 결국 슈고다이인 기요스 오다씨(清洲織田氏) 당주 오다 다쓰사다가 거병을 해서 슈고와 슈고다이의 전투에 이르렀다. 결국 이 전투에서 슈고다이인 다쓰사다를 토벌하여 할복시키고 슈고다이의 세력을 괴멸시키며 여전히 계속 도토미에 계속 출병하였다. 그러나 에이쇼 12년(1515년) 8월에 히쿠마성에서의 이마가와 세력과의 전투에서 대패를 하여 요시타쓰 자신이 포로가 되었다. 그래서 삭발을 당하는 치욕을 조건으로 반송된 요시타쓰는 도토미 출병건으로 대립하고 있던 슈고다이 오다씨 와 오와리 백성들의 지지도 완전히 잃고 실질적인 은퇴에 몰려 불우한 말년을 보내게 되고 불과 3세의 나이였던 요시무네가 슈고에 오른다.
| 전임 시바 요시타쓰/요시아쓰 | 제14대 시바 씨 당주 | 후임 시바 요시카네/쓰가와 요시치카 |